# Gérard Houllier
Gérard Houllier   (Thérouanne, 3 de setembre de 1947 - Boulogne-Billancourt, 14 de desembre de 2020) va ser un entrenador i jugador de futbol professional francès. Els clubs que va dirigir inclouen el Paris Saint-Germain FC, Lens i Liverpool, on va guanyar la FA Cup, League Cup, FA Charity Shield, UEFA Cup i UEFA Supercopa el 2001. Després va guiar el Lió a dos títols francesos, abans d'anunciar la seva dimissió el 25 de maig de 2007. Va ser entrenador de l'Aston Villa el setembre de 2010. També va entrenar la selecció francesa entre 1992 i 1993. Va assistir a Aimé Jacquet a la Copa del Món de la FIFA de 1998, va formar part del Comitè Tècnic de la UEFA i de la FIFA els anys 2002 i 2006. Finals de la Copa del Món de la FIFA i director tècnic de la Federació Francesa de Futbol durant les finals del 2010. El juny de 2011, va deixar el càrrec d'entrenador del club, deixant el seu paper directiu a l'Aston Villa, després d'una hospitalització freqüent per problemes cardíacs.
Des del juliol del 2012 fins a la seva mort, Houllier havia estat el cap de futbol global de Red Bull. Va ser responsable del Red Bull Salzburg austríac, el RB Leipzig d'Alemanya i el club nord-americà New York Red Bulls, Red Bull Brasil, així com de les acadèmies de Red Bull Ghana ara dissoltes. Es va convertir en el director tècnic dels clubs de futbol femení Lyon Féminin i OL Reign el novembre de 2020.